# Pjoza
Pjoza (rusky Пёза) je řeka v Archangelské oblasti v Rusku. Je dlouhá 363 km. Plocha povodí měří 15 100 km².

## Průběh toku
Pramení na Timanském krjaži. Teče v široké dolině. V povodí řeky je velké množství jezer. Zleva se do ní vlévá řeka Blednaja. Ústí zprava do Mezeně.

## Vodní režim
Zdrojem vody jsou převážně sněhové srážky. Průměrný roční průtok vody činí přibližně 130 m³/s, maximální dosáhl 2500 m³/s. Zamrzá v listopadu a rozmrzá v první polovině května.

## Využití
Je splavná pro vodáky. Na dolním toku je na jaře, kdy jsou vyšší vodní stavy, v délce 300 až 320 km od ústí možná vodní doprava.